# Zohra Ramij
Zohra Ramij   (Khouribga, 1950) és autora de relats i novel·les, membre de la Unió d’Escriptors del Marroc (UEM).[1][2] Algunes de les seves obres han estat traduïdes al francès, al castellà, al portuguès i a l’anglès.

## Biografia
Zohra Ramij va estudiar Literatura Àrab a la Facultat de Lletres i Humanitats de la Universitat Sidi Mohamed Ben Abdellah [3] de Fes i l’any 1973 va obtenir el Certificat d’Aptitud Pedagògica a l’Escola Normal Superior de la Universitat de Rabat [2]. Va treballar de docent fins a l’any 2005, quan va demanar la jubilació anticipada voluntària. Actualment, es dedica a escriure.

## Obres

### Creació pròpia
- Gemec d’aigua. Casablanca: Grup de Recerca sobre el Conte al Marroc, Editorial Dar Al-Qarawiyyin, 2003.
- Estel de l’alba. Editorial Markaz Thakafi Arabi de Casablanca i Beirut, 2006.
- Entre reixes. Beirut: Editorial Markaz Thakafi Arabi i Arab Scientific Publishers, 2007 / Jordània: Editorial Dar Fadaat per a l'edició i distribució, 2015.
- La resplendor del llamp. Casablanca, 2008.
- L’àvia. Casablanca, 2010 / Síria: Editorial Dar Al-Naya, 2012.
- Supervivents. Jordània: Editorial Dar Fadaat per a l'edició i distribució, 2012.
- L’olor de la nit. Unió d’Escriptors Marroquins, 2013.
- El gul que es va devorar a si mateix. Síria: Editorial Dar Al-Naya, 2013.
- L’alba. Síria: Editorial Dar Al-Naya, 2014
- La roca de Sísif. Jordània: Editorial Dar Fadaat per a l'edició i distribució, 2015.
- Ulls que miren a la foscor: converses sobre l’escriptura i la vida. Tànger: Edicions Slaiki, 2015.
- Himnes i poesia. Tànger: Edicions Slaiki, 2016.
- Memòria oblidada: una autobiografia. Jordània: Editorial Dar Fadaat per a l'edició i distribució, 2017.
- Sala d’espera. Marroc: Edicions Slaiki, 2019.

## Premis[calcitació]
- Premi de traducció del Festival de Teatre per Exercices de tolérance d’Abdellatif Laabi, l’any 1998.
- Primer premi de «Cultura sense fronteres» en la categoria de microrelat a Síria, l'any 2007.
- Homenatge a l'Associació d'Artistes per a la Cultura i el Teatre de Fes en col·laboració amb la comunitat de la ciutat de Fes, el Ministeri de Cultura marroquina i l’Organització Islàmica d'Educació, Ciència i Cultura (ICESCO, per les seves sigles en anglès), l’any 2010.

## Estudis crítics sobre la seva obra

### En llibres
- Escriptura paral·lela: il·luminació en la narració marroquina contemporània, Dr. Shakir Fellah. Maraya Publications, 2005.
- Preguntes de relat breu al Marroc: aproximacions temàtiques, Dr. Mohammed Ramsis. Top Press, 2007.
- Contra el silenci i l'oblit: lectures a la novel·la «Entre reixes» de Zohra Ramij, autoria col·lectiva, coordinada pel Dr. Idris Al-Khadhrawi, 2010.
- Microrelats al Marroc: percepcions i enfocaments, Souad Maskin. Editorial Dar Al-Tanoukhi, 2011.
- Lectures a la novel·la feminista àrab, Salim Al-Najjar. Editorial Dar Fadaat per a l'edició i la distribució, 2013.
- L'economia de l'oblit a la novel·la «L’àvia», escrita per Hamai, coordinada pel Dr. Othmani Al-Miloud. Editorial Dar Al-Naya, 2014.

### En revistes
- «Gemec d’aigua de Zohra Ramij: històries que llegeixen generosament les manifestacions del subconscient», Tayseer Al-Najjar. Revista Oman, número 104, febrer de 2004.
- «De la història de la dona marroquina», Mohammed Mutasim. Revista Oman, número 112, 2004.
- «Estel de l’alba de Zohra Ramij», Dr. Ahmad Al-Nuaimi. Revista Oman, juny de 2007.
- «Revisió de l’ens assassinat a la novel·la Entre reixes de Zohra Ramij», Muhammad Aqdad, Revista Cultura Ajras, número 1, 2008.
- «La imatge i les seves dimensions al recull de contes L’estel de l’alba», Dr. Saeed Jabbar. Revista Sisera, número 6, gener de 2011 / Afaq, Revista de la Unió d'Escriptors Marroquins, número 81-82, febrer de 2012.
- «Les revalacions de la dona i les seves desvelaments a la novel·la L’àvia», Salim Al-Najjar. Revista Taiki, número 43, de juliol 2011.
- «Lectura sistèmica de microrelats», DR. Mohammed Lamsaidi, Revista Qaf Sad, número 10, 2011.
- «La quiditat de Heidegger», Dr. Mohammed Lamsaidi, Revista Arab Thought, número 156-157, tardor de 2011.
- «Narrativa i memòria política: una lectura de la novel·la Supervivents» de Zohra Ramij, Idris El Khadraoui, Revista Future Al-Arabi, juny de 2013 / Revista Allamat, núm. 39, 2013.